# Kozły (rejon nieświeski)
Kozły (biał. Казлы; ros. Козлы; hist. Wysokie Małojedy) – wieś na Białorusi, w obwodzie mińskim, w rejonie nieświeskim, w sielsowiecie Kozły.

## Historia
W dwudziestoleciu międzywojennym leżały w Polsce, w województwie nowogródzkim, w powiecie nieświeskim, w gminie Snów. W 1921 miejscowość liczyła 312 mieszkańców, zamieszkałych w 56 budynkach, w tym 271 Białorusinów, 40 Polaków i 1 osobę innej narodowości. 309 mieszkańców było wyznania prawosławnego i 3 mojżeszowego.
Po II wojnie światowej w granicach Związku Sowieckiego. Od 1991 w niepodległej Białorusi.